# Женский мировой шоссейный кубок UCI 2007
Женский мировой шоссейный кубок UCI 2007 — 10-й сезон одноимённого шоссейного сезонного соревнования.

## Обзор сезона
Календарь турнира претерпел изменения. По сравнению с прошлым сезоном из него, прекратив своё существование, исчезли сразу четыре гонки. Новозеландская Нью Зиланд Ворлд Кап, а также три европейские гонки — нидерландская Тур Роттердама, испанская Гран-при Кастилии и Леона и проводившаяся в формате командной гонки датская Ледис Голден Хоур. На смену им пришёл только что созданный нидерландский Тур Дренте. Таким образом турнир стал состоять из 9 однодневных гонок которые также входили в Женский мировой шоссейный календарь UCI 2007. Турнир стартовал в начале марта гонкой в Австралии. Затем с начала апреля по середину мая прошло ещё четыре гонки в Европе. После этого в начале июня была проведена одна гонка в Канаде. Заключительные три гонки прошли с начала августа по середину сентябре снова в Европе.
Регламент турнира в результате отсутствия командной гонки претерпел небольшие изменения. Индивидуальный рейтинг предусматривал начисление очков первым 20 гонщицам на каждой гонке. В последней гонке сезона очки удваивались. Победитель сезона определялся по общей сумме набранных очков независимо от количества проведённых гонок. Командный рейтинг рассчитывался путём сложения очков набранных четырьмя лучшими гонщицами команды на каждой из гонкок.
Начисляемые очки
| Место             | 1  | 2  | 3  | 4  | 5  | 6  | 7  | 8  | 9  | 10 | 11 | 12 | 13 | 14 | 15 | 16 | 17 | 18 | 19 | 20 |
| ----------------- | -- | -- | -- | -- | -- | -- | -- | -- | -- | -- | -- | -- | -- | -- | -- | -- | -- | -- | -- | -- |
| Однодневная гонка | 75 | 50 | 35 | 30 | 27 | 24 | 21 | 18 | 15 | 11 | 10 | 9  | 8  | 7  | 6  | 5  | 4  | 3  | 2  | 1  |

Победительницей индивидуального рейтинга стала нидерландка Марианна Вос которая выиграла 2 гонки, она также стала первой и по итогам Мирового календаря UCI 2007. Второе место заняла британка Николь Кук, третье – немка Ина-Йоко Тойтенберг. Среди команд второй год подряд первенствовала швейцарская Raleigh Lifeforce Creation HB (в 2006 году называлась Univega).

## Календарь
| 3 мар  | Джелонг Ворлд Кап       | CDM | Николь Кук        | Ойнон Вуд           | Никки Баттерфилд  |
| 8 апр  | Тур Фландрии            | CDM | Николь Кук        | Зульфия Забирова    | Марианна Вос      |
| 14 апр | Тур Дренте              | CDM | Адри Виссер       | Элоди Тюффе         | Марианна Вос      |
| 25 апр | Флеш Валонь             | CDM | Марианна Вос      | Николь Кук          | Юдит Арндт        |
| 13 май | Тур Берна               | CDM | Эдита Пучинскайте | Марианна Вос        | Ойнон Вуд         |
| 2 июн  | Монреаль Ворлд Кап      | CDM | Фабиана Луперини  | Мара Эбботт         | Юдит Арндт        |
| 5 авг  | Опен Воргорда RR        | CDM | Хантал Белтман    | Карин Тюриг         | Ноэми Кантеле     |
| 1 сен  | Гран-при Плуэ - Бретань | CDM | Ноэми Кантеле     | Николь Кук          | Марта Бастианелли |
| 17 сен | Тур Нюрнберга           | CDM | Марианна Вос      | Ина-Йоко Тойтенберг | Регина Шляйхер    |

## Итоговый рейтинг
| Индивидуальный рейтинг | Индивидуальный рейтинг | Индивидуальный рейтинг         | Индивидуальный рейтинг | Индивидуальный рейтинг |
| Гонщик                 | Гонщик                 | Команда                        | Очки                   |                        |
| ---------------------- | ---------------------- | ------------------------------ | ---------------------- | ---------------------- |
| 1-й                    | Марианна Вос           | DSB Bank                       | 407 очков              |                        |
| 2-й                    | Николь Кук             | Raleigh Lifeforce Creation HB  | 337 очков              |                        |
| 3-й                    | Ина-Йоко Тойтенберг    | T-Mobile                       | 160 очков              |                        |
| 4-й                    | Ноэми Кантеле          | Bigla                          | 152 очков              |                        |
| 5-й                    | Ойнон Вуд              | T-Mobile                       | 139 очков              |                        |
| 6-й                    | Фабиана Луперини       | Menikini-Selle Italia-Gysko    | 108 очков              |                        |
| 7-й                    | Трикси Воррак          | Equipe Nürnberger Versicherung | 100 очков              |                        |
| 8-й                    | Рошелль Гилмор         | Menikini-Selle Italia-Gysko    | 95 очков               |                        |
| 9-й                    | Регина Шляйхер         | Equipe Nürnberger Versicherung | 91 очков               |                        |
| 10-й                   | Эдита Пучинскайте      | Equipe Nürnberger Versicherung | 80 очков               |                        |

| Командный рейтинг | Командный рейтинг              | Командный рейтинг | Командный рейтинг |
| Команда           | Команда                        | Очки              |                   |
| ----------------- | ------------------------------ | ----------------- | ----------------- |
| 1-й               | Raleigh Lifeforce Creation HB  | 540 очков         |                   |
| 2-й               | DSB Bank                       | 527 очков         |                   |
| 3-й               | T-Mobile                       | 477 очков         |                   |
| 4-й               | Equipe Nürnberger Versicherung | 405 очков         |                   |
| 5-й               | Bigla                          | 313 очков         |                   |
| 6-й               | Menikini-Selle Italia-Gysko    | 301 очков         |                   |
| 7-й               | AA Drink-Cycling Team          | 143 очков         |                   |
| 8-й               | Flexpoint                      | 137 очков         |                   |
| 9-й               | Италия                         | 75 очков          |                   |
| 10-й              | Vienne Futuroscope             | 67 очков          |                   |